# Parasumelis
Parasumelis is een kevergeslacht uit de familie van de boktorren (Cerambycidae). De wetenschappelijke naam van het geslacht werd voor het eerst geldig gepubliceerd in 1977 door Breuning. Deze soort komt voornamelijk voor in Kameroen en omringende landen.

## Soorten
Parasumelis is monotypisch en omvat slechts de volgende soort:
- Parasumelis mirei Breuning, 1977